# Servicio de Protección Federal (Estados Unidos)
El Servicio de Protección Federal (FPS) es un organismo policial federal del Departamento de Seguridad Nacional (DHS) de Estados Unidos. También es «la agencia federal encargada de proteger y prestar servicios integrados de seguridad y aplicación de la ley a las instalaciones propiedad de la Administración de Servicios Generales (GSA) o arrendadas por ella» -más de 9.000 edificios- y a sus ocupantes.

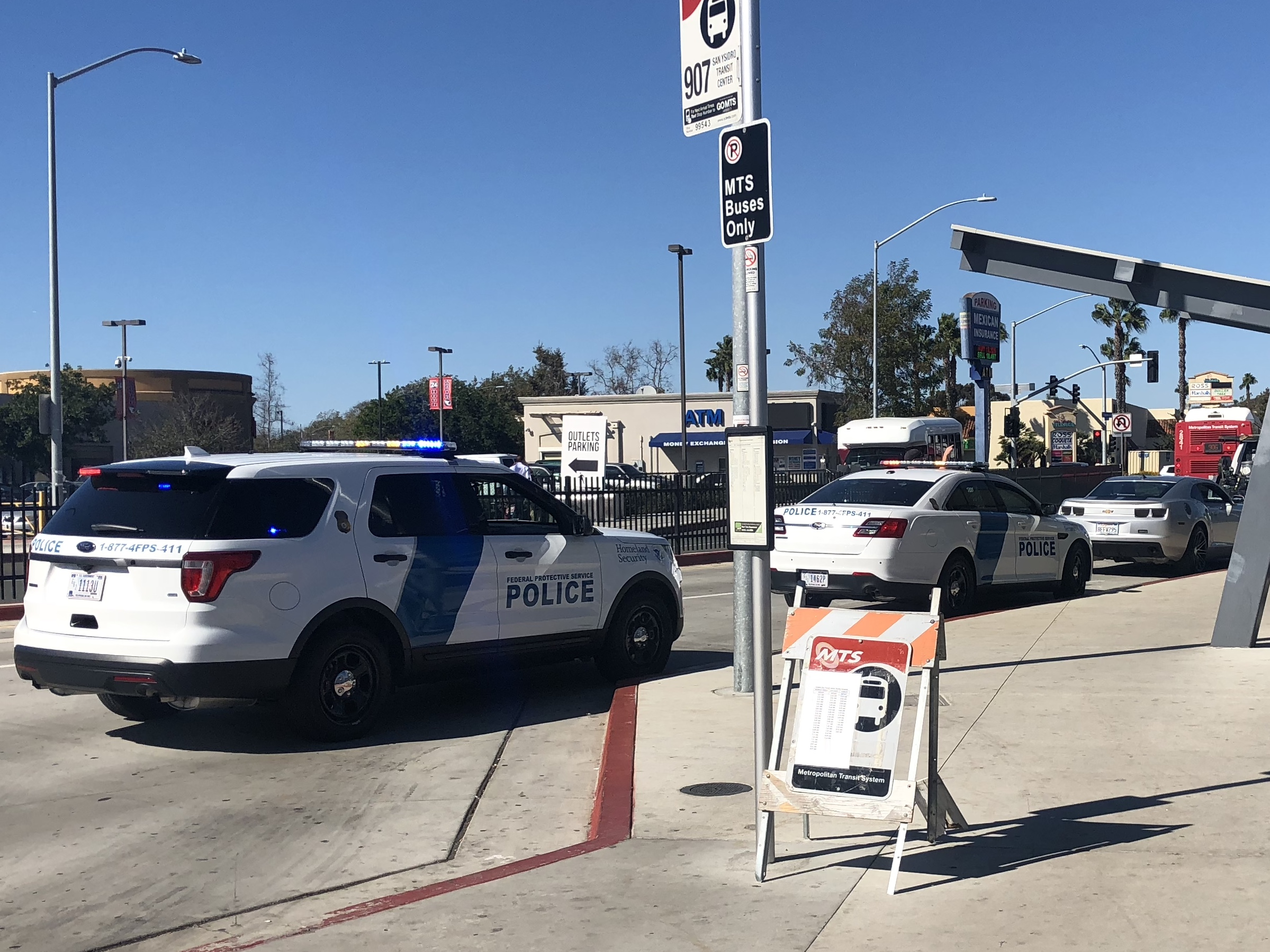
FPS officers conducting a traffic stop

El FPS es una agencia federal encargada del cumplimiento de la ley que emplea a unos 900 agentes de las fuerzas del orden que reciben su formación inicial en el Centro de Formación de las Fuerzas deúl Orden Federales (FLETC). El FPS presta servicios integrados de aplicación de la ley y seguridad a edificios federales, juzgados y otras propiedades de Estados Unidos administradas por la GSA y el DHS.
En apoyo de su misión, el FPS contrata a empresas de seguridad privada para que proporcionen otros 13.000 agentes de seguridad armados (PSO) que se encargan del control de acceso y la respuesta de seguridad dentro de los edificios federales. Estos PSO no son agentes de las fuerzas de seguridad federales, sino empleados de seguridad privada formados por el FPS. El FPS también protege las propiedades no pertenecientes a la GSA, según lo autorizado, y lleva a cabo otras actividades para la promoción de la seguridad nacional, según lo prescrito por el Secretario de Seguridad Nacional, incluyendo la respuesta de la policía uniformada a los Eventos Nacionales Especiales de Seguridad y a los desastres nacionales.
El FPS formó parte del Servicio de Inmigración y Control de Aduanas hasta octubre de 2009, cuando fue transferido a la Dirección Nacional de Protección y Programas. Como parte de la transformación de la NPPD en la Agencia de Ciberseguridad y Seguridad de las Infraestructuras, el FPS se trasladó además a la Dirección de Gestión del departamento.

## Descripción
El Servicio Federal de Protección es una rama de la Dirección de Gestión y un componente del DHS, que funciona como la fuerza policial del Secretario de Seguridad Nacional. El FPS es responsable de vigilar, proteger y garantizar un entorno seguro en el que las agencias federales puedan llevar a cabo sus actividades. Para ello, investiga las amenazas que se ciernen sobre más de 9.000 instalaciones federales en todo el país y tiene personal desplegado en 2.300 de ellas.
El trabajo del FPS se centra directamente en la seguridad interior de la nación y en la reducción de delitos y amenazas potenciales a las instalaciones federales de todo el país. Los oficiales/inspectores y agentes especiales uniformados del FPS responden a las llamadas de asistencia, realizan investigaciones y ofrecen consejos para la prevención de delitos, además de ayudar en la planificación de emergencias de los departamentos y organismos que ocupan los edificios de los que es responsable el organismo.
Todas las instalaciones federales bajo control del FPS reciben una evaluación exhaustiva de la seguridad del edificio de forma periódica. Durante esta evaluación se entrevista a representantes de todos los organismos de la instalación para recabar información sobre la misión específica que desempeñan dentro de la instalación, y se revisan las estadísticas de inteligencia y delincuencia de la zona, así como las contramedidas de seguridad existentes. Sobre la base de los resultados y en colaboración con los organismos alojados en la instalación, se añaden o ajustan las contramedidas de seguridad. De este modo se consigue una seguridad adaptada a cada instalación, en lugar de un enfoque único.

## Rol

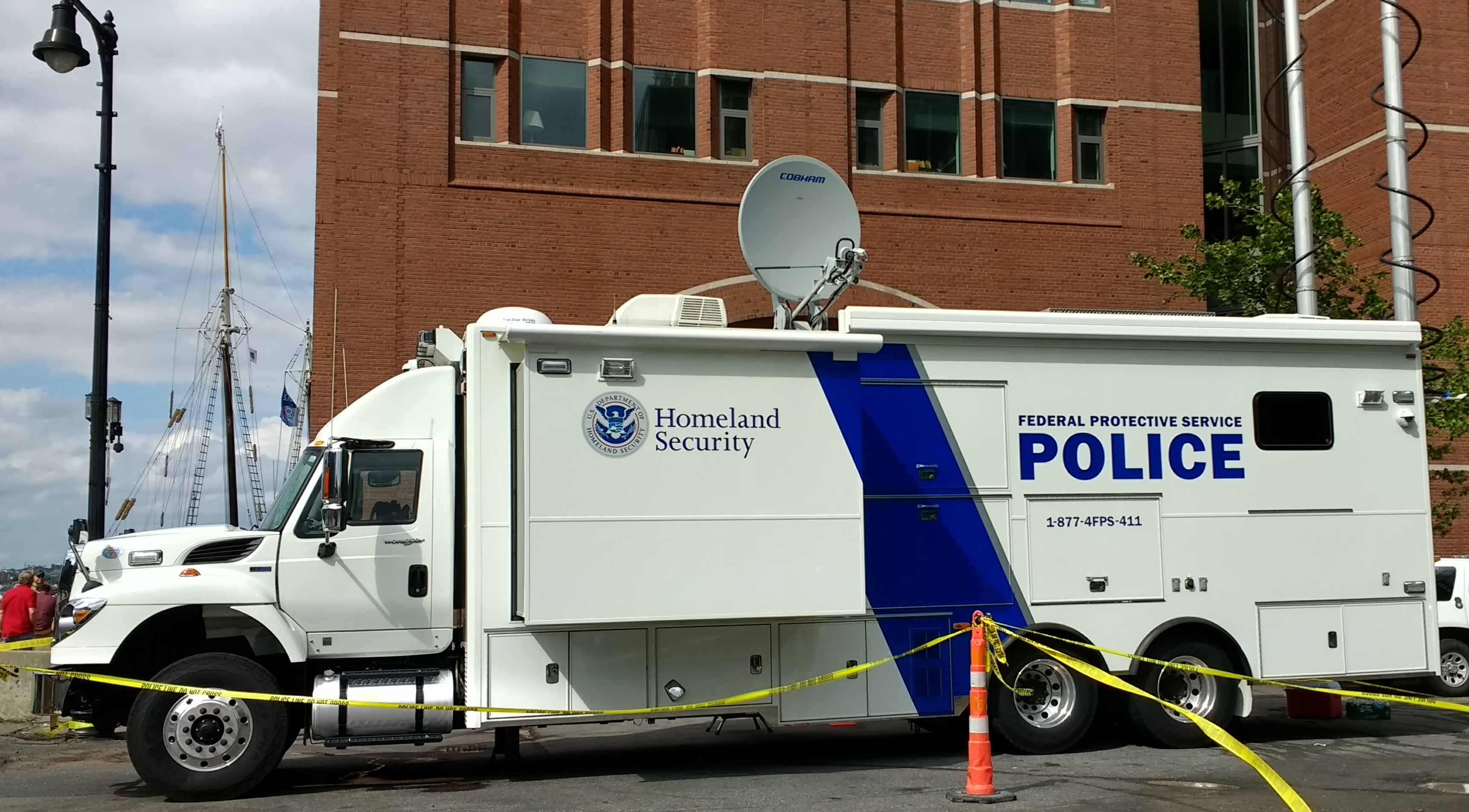
Un vehículo de comunicaciones del FPS protegiendo el Palacio de Justicia de los Estados Unidos John Joseph Moakley durante Sail Boston 2017.

### Servicios de protección adicionales
- Evaluación de la seguridad de las instalaciones.
- Diseño de contramedidas para las agencias arrendatarias.
- Mantenimiento de una presencia policial uniformad.
- Mantenimiento de guardias de seguridad armados contratado.
- Comprobación de la idoneidad de los antecedentes de los empleados contratados.
- Supervisión de alarmas de seguridad a través de centros de comunicación centralizados

- Realización de investigaciones penales.
- Intercambio de información entre organismos locales, estatales y federales.
- Protección de acontecimientos especiales.
- Colaboración con la FEMA para responder a catástrofes naturales.
- Ofrecer operaciones especiales, incluida la detección de explosivos con K-9.
- Formación de inquilinos federales en prevención de delitos y planificación de emergencias para los ocupantes.

## Capacitación
El personal juramentado del FPS recién contratado asiste a un programa de formación policial uniforme durante 13 semanas, seguido de formación complementaria del FPS durante otras 13 semanas en el Centro de Formación del FPS en Glynco, Georgia. Además, tras su graduación, los nuevos agentes del FPS reciben formación adicional posterior a la academia, así como formación continua, y son asignados a una oficina del FPS en una de las once regiones de todo el país. Los agentes del FPS también reciben formación adicional, dependiendo de su asignación a unidades especiales dentro del servicio.

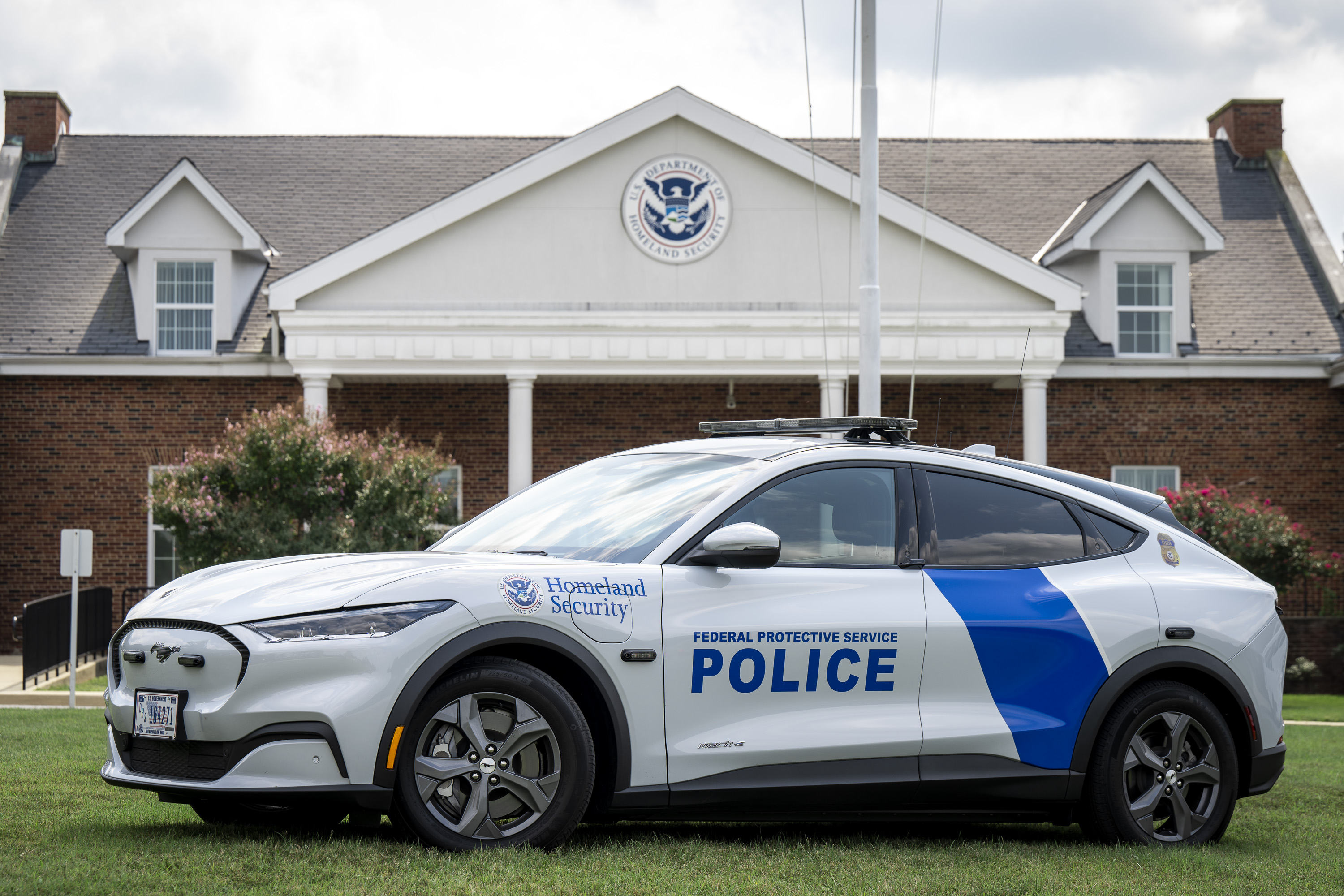
Un vehículo patrulla FPS Ford Mustang Mach-E

## Historia
Los orígenes del FPS se remontan a 1790 (un año después del Servicio de Alguaciles de EE. UU.), con la promulgación de la Ley de Residencia, que autorizaba al presidente George Washington a nombrar tres comisionados para crear un territorio federal para una sede permanente del gobierno federal . Antes del establecimiento formal de Washington y el Distrito de Columbia, los comisionados contrataron a seis vigilantes nocturnos para proteger los edificios designados que el gobierno debía ocupar. FPS tiene sus orígenes en el nombramiento de estos seis vigilantes nocturnos. 
FPS ha residido en varias agencias diferentes a lo largo de los años. La ley del 1 de junio de 1948 autorizó al administrador federal a nombrar policías especiales para desempeñar funciones relacionadas con la vigilancia de todos los edificios de propiedad de los Estados Unidos y ocupados por ellos. En 1949, el Congreso promulgó la Ley Federal de Propiedad y Servicios Administrativos de 1949, que consolidó las funciones de propiedad inmobiliaria dentro de la recién creada GSA. La fuerza FPS, conocida en ese momento como Policía Especial de los Estados Unidos, quedó bajo la supervisión de la División de Protección del Servicio de Edificios Públicos. En 1971, el Administrador de GSA firmó una orden que establecía formalmente la Fuerza de Protección Federal, más tarde conocida como FPS, y la Comisión de Servicio Civil autorizó el título de clasificación especial de oficial de protección federal. 
Inicialmente, la función principal del FPS era la protección, como parte integral de las operaciones del edificio. En su mayor parte, la fuerza ocupaba puestos fijos y desempeñaba tareas que hoy se considerarían funciones de seguridad, tales como: eliminar incendios y riesgos de seguridad, patrullar edificios, detectar incendios y proporcionar la primera línea de defensa en la extinción de incendios; y responder preguntas de los visitantes, ayudar a los ciudadanos, prestar primeros auxilios y dirigir el tráfico cuando sea necesario. En 1960, la misión de FPS se había convertido en la primera línea de defensa contra amenazas de bomba, bombardeos, vandalismo, manifestaciones masivas y violencia contra edificios federales.
En 1980, Fidel Castro instigó una ola de emigración de Cuba a Estados Unidos utilizando la ciudad portuaria de Mariel para desembarcar. Los miles de refugiados finalmente fueron distribuidos en instalaciones militares en varios estados ( Fort Chaffee, AR, Fort McCoy, WI, Fort Indiantown Gap, PA ) y Puerto Rico en espera de un reasentamiento permanente. El Servicio de Inmigración y Naturalización y la Patrulla Fronteriza carecían de personal suficiente para proporcionar los agentes civiles necesarios para mantener el orden dentro de las instalaciones. El Servicio de Protección Federal, entonces administrativamente dependiente del Servicio de Edificios Públicos de la Administración de Servicios Generales, fue una de las varias autoridades federales a las que se les pidió que proporcionaran oficiales adicionales en el lugar mientras durara el evento. Oficiales de Protección Federal de todo el país sirvieron con frecuencia en los campos, y también durante los disturbios en Fort Chaffee.

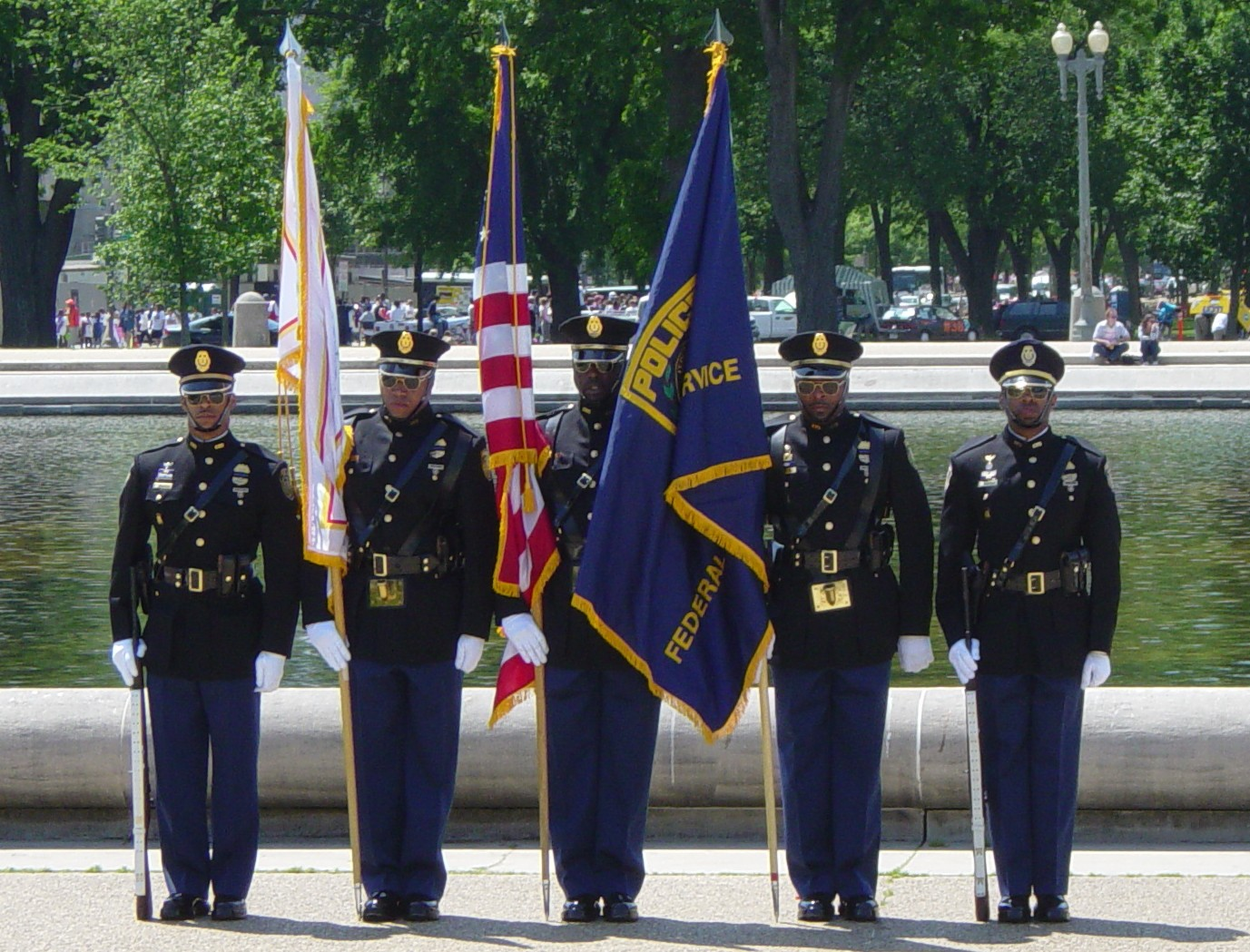
Guardia de honor del Servicio de Protección Federal de los Estados Unidos

Más recientemente, el papel del oficial del FPS ha sufrido nuevos cambios. El FPS ha cambiado su énfasis del concepto de seguridad de puesto de guardia fijo a una patrulla y respuesta policial móvil. FPS contrata empresas de seguridad privadas para custodiar puestos fijos. Los oficiales de FPS realizan todas las tareas inherentes a la interpretación normal de la función de un oficial de policía, incluido el mantenimiento de la ley y el orden, la prevención o disuasión de disturbios y la investigación de delitos graves y menores. La Comisión de Servicio Civil desarrolló estándares para los solicitantes de FPS, que incluían investigaciones de antecedentes y exámenes físicos.
Oficiales del Servicio de Protección Federal arrestaron al historiador del movimiento de derechos civiles Randy Kryn y a otras 10 personas que protestaban en una manifestación en el Edificio Federal Kluczynski en el centro de Chicago durante la Convención Nacional Demócrata de 1996.

### Siglo 21
De conformidad con la Ley de Seguridad Nacional de 2002, FPS fue transferido al Departamento de Seguridad Nacional y mantuvo sus responsabilidades de proteger los edificios, terrenos y propiedades de propiedad, ocupados o asegurados por el gobierno federal bajo la jurisdicción de GSA. Además de las instalaciones de GSA, la Ley también otorga a FPS la autoridad para proteger propiedades en poder de componentes del DHS que no estaban bajo la jurisdicción de GSA. FPS pasó de GSA, Servicios de construcción pública, al DHS, a partir del 1 de marzo de 2003. Dentro del DHS, FPS pasó a formar parte del Servicio de Inmigración y Control de Aduanas de EE. UU. (ICE). El 28 de octubre de 2009, el presidente Barack Obama firmó una legislación que transfirió FPS del ICE a la Dirección de Programas y Protección Nacional (NPPD) del Departamento de Seguridad Nacional de Estados Unidos. Hoy, </link> FPS es responsable de vigilar, proteger y garantizar un entorno seguro en el que las agencias federales puedan realizar negocios reduciendo las amenazas planteadas contra aproximadamente 9,000 instalaciones del gobierno federal en todo Estados Unidos.

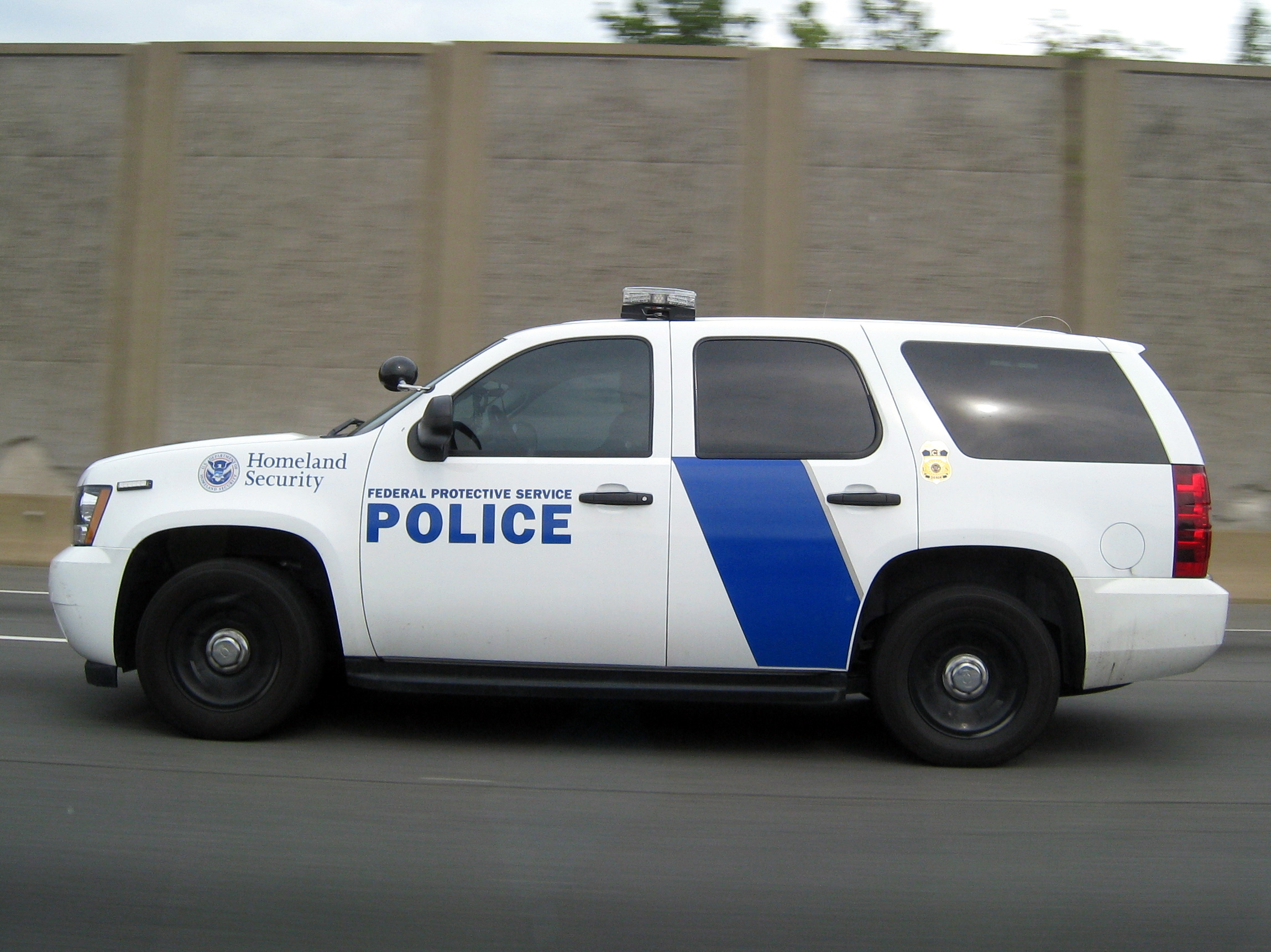
Un SUV FPS visto en 2010. Se incluye un escudo ICE en la decoración de este vehículo.

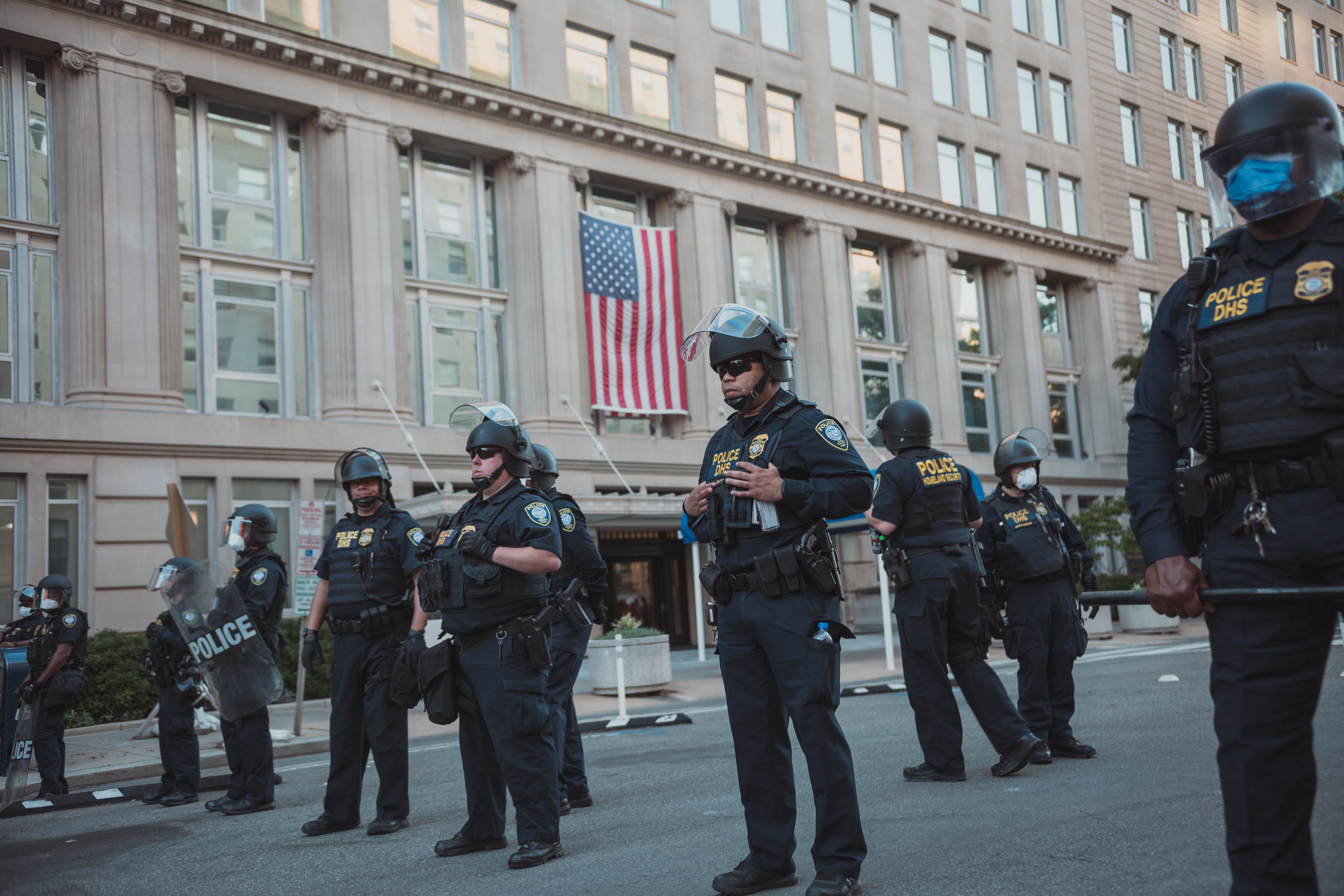
Oficiales del FPS con equipo antidisturbios en 2020

El 26 de diciembre de 2007, el presidente George W. Bush promulgó el proyecto de ley de gastos Omnibus HR 2764 que incluía una disposición por la cual FPS mantendría, al 31 de julio de 2008, no menos de 1200 empleados de tiempo completo y 900 oficiales de policía e inspectores de tiempo completo. y agentes especiales que, mientras trabajan, participan directamente a diario en la protección y aplicación de las leyes en los edificios federales. Esta enmienda a HR 2674 fue presentada por la senadora Hillary Rodham Clinton y se incluyó con éxito en el proyecto de ley y se convirtió en ley en gran parte debido a los esfuerzos de la Federación Estadounidense de Empleados Gubernamentales Local 918-FPS y los esfuerzos de base de sus miembros.
En marzo de 2008, Del. Eleanor Holmes Norton, presidenta del subcomité responsable de la Cámara de Representantes, dijo: "Estamos viendo el casi colapso del Servicio de Protección Federal". Un informe de la GAO, que incluía incidentes que ocurrieron antes de que se aprobara la HR 2764, documentó fallas que habían ocurrido en propiedad del gobierno federal, incluido el robo de un remolque con equipo de vigilancia de un estacionamiento del FBI. Un investigador de la GAO dijo que los recortes presupuestarios estaban provocando una reducción de la eficacia. El servicio ha visto recortado su presupuesto y personal desde que pasó a formar parte del Departamento de Seguridad Nacional en marzo de 2003.
En 2009, la Oficina de Responsabilidad Gubernamental (GAO) y el Inspector General del Departamento de Seguridad Nacional emitieron informes muy críticos con el Servicio de Protección Federal por depender de personal contratado con salarios bajos para brindar seguridad en los edificios federales. Ambos documentaron que los contratistas carecían de las habilidades o la capacitación necesarias para realizar sus tareas, lo que amenazaba la seguridad de todos los empleados federales y visitantes. El informe de la GAO llegó a los titulares nacionales en julio de 2009, ya que citaba fallos frecuentes, incluido el hecho de no impedir que los investigadores portaran armas a varias instalaciones federales clave. También mostraba una fotografía de un guardia de seguridad contratado durmiendo en su puesto de guardia.
El 28 de octubre de 2009, el presidente estadounidense Barack Obama firmó una legislación que transfirió efectivamente el Servicio de Protección Federal del Servicio de Inmigración y Control de Aduanas de Estados Unidos a la Dirección de Programas y Protección Nacional del Departamento de Seguridad Nacional.
El 17 de junio de 2019, un pistolero solitario llamado Brian Issack Clyde abrió fuego contra el edificio federal y el palacio de justicia Earle Cabell en Dallas, Texas . Dado que los agentes del FPS están encargados de proteger los tribunales federales, estuvieron presentes en el tiroteo. Tres agentes del FPS se enfrentaron al tirador y lo hirieron mortalmente.
El 30 de mayo de 2020, Dave Patrick Underwood, un oficial de seguridad contratado del Servicio de Protección Federal, fue asesinado a tiros en Oakland, California . El ataque se produjo en medio de las protestas de George Floyd, que desembocaron en disturbios en Oakland. En junio fueron arrestados dos sospechosos, uno de los cuales había matado a un agente del condado de Santa Cruz en un ataque posterior a la policía; Se descubrió que tenían vínculos con el movimiento boogaloo de extrema derecha.
A partir de julio de 2020, el Servicio de Protección Federal fue la principal agencia involucrada en el despliegue de fuerzas federales en la ciudad de Portland, Oregón. Estas fuerzas incluían muchos oficiales de otras agencias, pero actuaban bajo la jurisdicción del FPS. Sus operaciones se centraron en los dos edificios federales del centro de Portland en 3rd Ave y el edificio ICE en South Waterfront.

## Jurisdicción
El personal encargado de hacer cumplir la ley de FPS deriva su autoridad para hacer cumplir la ley de la Sección 1315 del Título 40 del Código de los Estados Unidos (40 USC 1315): 

The Secretary may designate employees of the Department of Homeland Security, including employees transferred to the Department from the Office of the Federal Protective Service of the General Services Administration pursuant to the Homeland Security Act of 2002, as officers and agents for duty in connection with the protection of property owned or occupied by the Federal Government and persons on the property, including duty in areas outside the property to the extent necessary to protect the property and persons on the property.[cita requerida]
Powers.—While engaged in the performance of official duties, an officer or agent designated under this subsection may—
(A) enforce Federal laws and regulations for the protection of persons and property;
(B) carry firearms;
(C) make arrests without a warrant for any offense against the United States committed in the presence of the officer or agent or for any felony cognizable under the laws of the United States if the officer or agent has reasonable grounds to believe that the person to be arrested has committed or is committing a felony;
(D) serve warrants and subpoenas issued under the authority of the United States;
(E) conduct investigations, on and off the property in question, of offenses that may have been committed against property owned or occupied by the Federal Government or persons on the property; and

(F) carry out such other activities for the promotion of homeland security as the Secretary may prescribe.

## Labor organization
El Local Nacional 918 de la Federación Estadounidense de Empleados Gubernamentales (AFGE) es el representante exclusivo de todos los empleados del Servicio de Protección Federal elegibles para la unidad de negociación, que incluyen oficiales de policía no supervisores, inspectores, agentes especiales y personal de apoyo. Citación: AFGE NL#918

## Programa de Investigaciones Protectoras

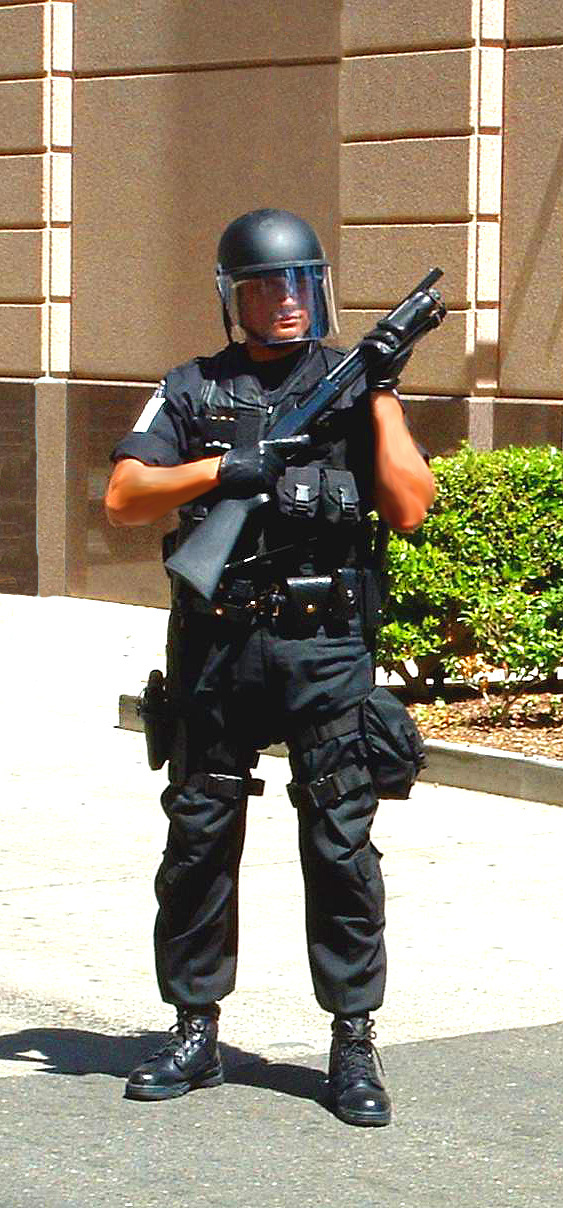
Un oficial del Servicio de Protección Federal de EE. UU. a principios de la década de 2000, equipado con equipo táctico completo y una escopeta.

El Programa de Investigaciones Protectoras se estableció a principios de 2004 para garantizar la seguridad de las personas protegidas y las instalaciones del DHS y FPS. El objetivo del programa es prevenir un ataque a personas e instalaciones designadas como protegidos del FPS.
El programa integra los siguientes aspectos de la misión del FPS: la respuesta inicial de patrullaje por parte de agentes de policía uniformados del FPS; investigación completa por parte de agentes especiales del FPS; procesamiento por parte de la Fiscalía Federal o la Fiscalía Estatal; mejoras y contramedidas de seguridad física; sesiones informativas de seguridad y seminarios sobre violencia en el lugar de trabajo administrados por personal policial del FPS; iniciativas de detección de vigilancia sospechosa diseñadas para detectar indicadores previos al incidente de amenazas a empleados, instalaciones y personas protegidas federales; un Boletín de Seguridad de Operaciones mensual; y detalles de protección para funcionarios de alto rango dentro del DHS. La sede de FPS desarrolló un Memorando de Entendimiento, en colaboración con la Policía del Capitolio de los EE. UU., que permite a las dos entidades utilizar los recursos de cada una para responder e investigar de manera efectiva, eficiente y profesional las amenazas y comunicaciones inapropiadas dirigidas a los miembros del Congreso, sus familias y el personal cuando fuera del área metropolitana de Washington D. C.
FPS colabora con otros componentes dentro del DHS y ha establecido enlaces con agencias que tienen una misión de protección e investigación, como el Servicio Secreto de EE. UU.: Centro Nacional de Evaluación de Amenazas, la Administración de la Seguridad Social (SSA), el Servicio de Alguaciles de EE. UU., el FBI, el Servicio de Inspección Postal de EE. UU. y varios agencias policiales estatales y locales en todo el país.
Los agentes especiales del FPS han realizado arrestos y llevado a cabo investigaciones de sujetos acusados de realizar comunicaciones inapropiadas y amenazas a miembros del Congreso de los EE. UU. (Cámara y Senado) o su personal, el director de la Agencia Federal para el Manejo de Emergencias, el director del FPS, miembros de la reserva militar, SSA, el Departamento de Asuntos de Veteranos y otros empleados federales. Muchas de estas investigaciones resultaron en condenas por amenazas de causar daño físico y amenazas de poner bombas en instalaciones federales. Los agentes especiales del FPS investigaron amenazas entregadas en persona, por teléfono, correo electrónico y correo del Servicio Postal de EE. UU.
Los agentes especiales de FPS también supervisan un programa de extensión diseñado para educar a la comunidad y a las agencias de inquilinos y brindarles un punto de contacto para informar comportamientos sospechosos e incidentes que amenazan a los protegidos, instalaciones o visitantes de FPS.

## Equipos de perros detectores de explosivos
La misión de los equipos de perros detectores de explosivos (EDD) es proteger la vida y la propiedad y proporcionar un fuerte elemento de disuasión visible y psicológico contra actos criminales y terroristas. Antes de los ataques terroristas del 11 de septiembre de 2001, el FPS tenía un programa mínimo de 10 equipos EDD ubicados en el área metropolitana de Washington D. C. Desde entonces, el programa FPS EDD se ha expandido a más de 60 equipos en todo el país.
Los equipos del EDD realizan búsquedas rutinarias con explosivos en áreas de oficinas, vehículos, materiales, paquetes y personas alojadas en instalaciones arrendadas o de propiedad federal. Los equipos EDD responden a amenazas de bomba y paquetes o artículos sospechosos y se utilizan para ayudar a limpiar áreas identificadas.

### Despliegue
Los equipos FPS EDD están desplegados en su área de asignación, así como también en eventos especiales de seguridad nacional, como los Juegos Olímpicos, las Convenciones Nacionales Republicana y Demócrata y la Cumbre del G-8. Los equipos EDD brindan sus capacidades vitales a las autoridades policiales estatales y locales en condiciones de emergencia cuando los equipos EDD locales no están disponibles.

### Capacitación
La Academia de Entrenamiento Canino FPS está ubicada en Fort McClellan, Alabama, y se lleva a cabo en asociación con el Centro de Entrenamiento de Detección Canina de la Universidad de Auburn. Cada guía y su respectivo canino asisten al curso obligatorio de capacitación de guías EDD de 10 semanas de duración. Los guías y sus compañeros caninos se gradúan del curso como un equipo.
Los equipos del EDD están disponibles las 24 horas del día y desempeñan un papel crucial como parte de una red más amplia de socorristas en una creciente red nacional de oficiales del grupo de trabajo federal.

## Programa de respuesta a peligros
El Programa de Respuesta a Peligros (HRP) de FPS fue creado para apoyar la misión de FPS en respuesta a amenazas o incidentes químicos, biológicos, radiológicos y nucleares (CBRNE) creíbles.
HRP incluye investigaciones iniciales de incidentes QBRNE sospechosos o amenazantes; finalización de evaluaciones de amenazas QBRNE; confirmaciones de presencia no autorizada de agentes y materiales CBRNE; y la conducción de operaciones de emergencia. HRP también proporciona: apoyo de evacuación durante incidentes CBRNE y cierta asistencia en capacitación. El programa cumple con las directrices y regulaciones de OSHA y NFPA. El HRP consta de cinco elementos principales: Concientización, Prevención, Preparación, Respuesta y Recuperación.

## Megacentros
En 2000, FPS transfirió todas las capacidades de monitoreo y envío de alarmas de varios centros de control regionales a cuatro MegaCenters. Actualmente, cada MegaCenter monitorea múltiples tipos de sistemas de alarma, circuito cerrado de televisión y comunicaciones de despacho inalámbrico dentro de instalaciones federales en todo el país. Los centros ubicados en Battle Creek (Míchigan), Denver (Colorado), Filadelfia (Pensilvania) y Suitland (Maryland) están equipados con sistemas de comunicación de última generación y funcionan las 24 horas del día, los 7 días de la semana.